# Straszowa Wola
Straszowa Wola [pronunciación en polaco: /straˈʂɔva ˈvɔla/] es un pueblo ubicado en el distrito administrativo de Gmina Żarnów, dentro del Distrito de Opoczno, Voivodato de Łódź, en Polonia central. Se encuentra aproximadamente a 7 kilómetros al norte de Żarnów, a 11 kilómetros al suroeste de Opoczno, y a 74 kilómetros al sureste de la capital regional Łódź.